# Bikram Choudhury
Bikram Choudhury (10 de febrero de 1944) es un profesor de yoga de nacionalidad India y estadounidense, fundador de Bikram Yoga, una disciplina del yoga que consta de una serie fija de 26 posturas en un entorno de 40° de temperatura. 
Choudhury ha sido denunciado por casos de agresión sexual y discriminación racial y de minorías sexuales. En el 2017, la corte de justicia de Estados Unidos estableció que su antigua abogada, Minakshi Jafa-Boden, recibiría la suma de 7 millones de dólares al obtener el control de la empresa Bikram luego de que Choudhury huyera a India.

## Biografía
Chadhury nació en Calcuta en el año 1944. Comenzó a estudiar y practicar Hatha Yoga a finales de 1969. Sin embargo, en sus libros asegura haber comenzado con la práctica del Hatha Yoga desde muy joven, habiendo ganado por tres años consecutivos en su adolescencia el Campeonato Nacional de Yoga de India, a pesar de que la primera competición tuvo lugar en el año 1974, varios años después de que dejara India. Existen evidencias, como por ejemplo algunos capítulos del podcast "30for30" de ESPN y del libro "Yoga de Calcuta" de Jerome Amstromg, que demuestran como estas afirmaciones son falsas.
Choudhury desarrolló una serie de 26 posturas de yoga luego de extraerlas de las secuencias de 500 poses del yogui Gosh, estableciéndolas en sesiones de 90 minutos. La temperatura y humedad de 40° en la que se practica Bikram asemeja el clima de India.
En el año 1971 Choudhury emigró a los Estados Unidos y comenzó a enseñar yoga. Abrió su primer centro de Bikram yoga en Los Ángeles, California. La disciplina Bikram se expandió rápidamente en los Estados Unidos. En la década de los 90, comenzó a ofrecer cursos de certificación para instructores del método Bikram. En 2012 ya existían múltiples centros de Bikram alrededor del mundo.
Choudhury se casó con Rajashree Choudhury, quien lo ayudó a fundar la Federación de Yoga de Estados Unidos y la Federación de Deportes Internacional de Yoga (IYSF, por su sigla en inglés). Rajashree ganó el primer Campeonato Nacional de Yoga organizado por la Federación de Yoga de India en 1979, y durante cuatro años consecutivos fue campeona del Campeonato Nacional de Yoga. En diciembre de 2015, luego de 31 años de matrimonio, Rajashree solicitó el divorcio por diferencias irreconciliables, proceso que finalizó en mayo del 2016. Del acuerdo de divorcio obtuvo las casas de Beverly Hills y Los Ángeles, unos autos de lujo y un departamento en Hawái. El acuerdo además indemnizó a Rajashree por ser responsable en responder económicamente por las demandas pendientes de su exmarido.
En el 2019 Netflix lanzó un documental dirigido por Eva Orner llamado Bikram: Yogui, Guru y Depredador, basado en la vida, trabajo y comportamiento de Choudhury. El aclamado crítico de cine Adrian Horton lo describió como "un documental que sintetiza décadas de archivos con testimonios en primera persona y declaraciones filmadas de juicio que muestran una personalidad narcisista y el culto a la personalidad, riqueza y poder profesional de Choudhury existente en el mundo del yoga a temperatura".

## Reclamos por derechos de autor de Bikram Yoga
Choudhury ha declarado desde 2012 que su serie de 26 posturas estaba registrada con derechos de autor y que no podía ser enseñada o ejecutada por alguien que no tuviese su autorización. En el 2011 demandó al estudio Yoga to the People, fundado por un exestudiante ubicado cerca de su propio estudio en Nueva York. Como resultado, la Oficina de Derechos de Autor de Estados Unidos estableció que las posturas de yoga (asanas) no podían ser inscritas por derechos de autor, por lo cual cualquier persona podía seguir enseñando la serie de Bikram.

## Denuncias por agresión sexual
Choudhury ha debido enfrentar varias demandas por agresión sexual, racismo y homofobia. Para enero de 2014, existían cinco demandas de mujeres que incluían cargos de acoso y agresión sexual. En mayo del 2013 se agregaron dos demandas de violación, con cargos de agresión sexual, apresamiento injustificado, discriminación y acoso. Una de las demandas describe el círculo íntimo de la disciplina Bikram como un culto donde miembros le ayudaban a buscar mujeres jóvenes para cometer estos delitos.  Otra demanda asegura que Choudhury recluta voluntarios alrededor del mundo que están "tan inmersos en defenderlo que emigran a los Estados Unidos violando las leyes de inmigración para servirle".
Minakshi Jafa-Bodden prestó servicios legales como Encargada de Asuntos Legales Internacionales desde finales del 2011 al 13 de marzo del 2013 y sostiene que fue despedida de manera abrupta e ilegal, de acuerdo a los documentos de la corte entregados el 12 de julio del 2013 en Los Ángeles. En los dos años que trabajó de manera cercana con Choudhury, sostiene que fue víctima y testigo de su conducta "regular, severa, persuasiva y ofensiva" hacia mujeres, homosexuales, personas afroamericanas y otras minorías. La instructora de yoga Sarah Baughn lo demandó por acoso sexual en marzo, luego de que Jafa-Bodden fuera despedida. El 25 de enero del 2016, el jurado le otorgó a Jafa-Bodden la cifra de $924,500 dólares por los daños recibidos por Choudhury. El jurado declaró que Choudhury había realizado fraude, actuado con malicia y opresión. El 26 de enero del 2016, el jurado le otorgó a Jafa-Bodden la cifra adicional de $6.4 millones de dólares por daños y perjuicios.
En mayo del 2016, Choudhury regresó a India y abrió varios estudios de yoga. En octubre del 2016, su abogado declaró que Choudhury no regresará a los Estados Unidos para presentarse en los juicios pendientes y que esperaba poder testificar vía Skype. A finales del 2016, en una entrevista en Deportes Reales con Bryant Gumbel, Bikram respondió por las acusaciones diciendo "¿Por qué tendría la necesidad de acosar a mujeres? Hay personas que gastan un millón de dólares por una gota de mi esperma". Luego denominó a las demandantes como "basura" y "psicópatas".
En mayo del 2017 se emitió una orden de arresto por un juez de Los Ángeles por huir de Estados Unidos sin pagar los $7 millones de dólares que debía por el caso de Jafa-Bodden. Una demanda adicional por transferencia fraudulenta de dinero fue impuesta contra la esposa de Chadhury y sus hijos, quienes supuestamente "ayudaron a Chadhury a esconderse, evadir la justicia y deshacerse de sus bienes”. The New York Daily News reportó que vehículos de lujo y otros bienes de Chadhury fueron trasladados de Nueva York a Florida para prevenir el embargo, por lo cual se emitió una orden de la corte de Florida para evitar que las posesiones de los almacenes de Florida y Nevada sean liquidadas.

## Libros
- Choudhury, Bikram; Reynolds, Bonnie Jones (2000).  J. Goldstein, ed. La Guia Definitiva de Bikram Yoga: Clases de Yoga de Calor Para Todo el Mundo. Thorsons. ISBN 978-0007154999.
- Choudury, Bikram (2007). Bikram Yoga: El gurú del yoga del calor nos muestra el camino hacia una salud radiante y la realización personal. HarperCollins. ISBN 978-0-06-056808-5.